# Timothy R. Young
Timothy Roberts Young (* 19. November 1811 in Dover, New Hampshire; † 12. Mai 1898 bei Casey, Illinois) war ein US-amerikanischer Politiker. Zwischen 1849 und 1851 vertrat er den Bundesstaat Illinois im US-Repräsentantenhaus.

## Werdegang
Timothy Young besuchte vorbereitende Schulen und danach die Phillips Exeter Academy. Danach studierte er bis 1835 am Bowdoin College in Brunswick (Maine). Nach einem Jurastudium in seiner Heimatstadt Dover und seiner 1838 erfolgten Zulassung als Rechtsanwalt begann er in Marshall (Illinois) in diesem Beruf zu arbeiten. Diese Tätigkeit übte er zehn Jahre lang aus. Politisch wurde er Mitglied der Demokratischen Partei.
Bei den Kongresswahlen des Jahres 1848 wurde Young im dritten Wahlbezirk von Illinois in das US-Repräsentantenhaus in Washington, D.C. gewählt, wo er am 4. März 1849 die Nachfolge von Orlando B. Ficklin antrat. Bis zum 3. März 1851 konnte er eine Legislaturperiode im Kongress absolvieren. Diese war von den Diskussionen um die Sklaverei geprägt. Am 4. März 1851 fiel sein Mandat wieder an seinen Vorgänger Ficklin, der im November 1850 erneut in den Kongress gewählt worden war.
Nach dem Ende seiner Zeit im US-Repräsentantenhaus zog Timothy Young nach Mattoon, wo er Tabak verarbeitete. Danach war er in der Nähe von Casey in der Landwirtschaft tätig. Er starb am 12. Mai 1898 in dem kleinen Ort Oilfield nahe Casey im Clark County.